# Cerastium selloi
Cerastium selloi là loài thực vật có hoa thuộc họ Cẩm chướng. Loài này được Schltdl. ex Rohrb. mô tả khoa học đầu tiên năm 1872.